# Hans Neikes
Hans Neikes (* 20. Januar 1881 in Köln; † 12. Februar 1954 in Saarbrücken) war ein deutscher Politiker. Er war von 1921 bis 1935 das Stadtoberhaupt von Saarbrücken.

## Leben
Neikes studierte Rechtswissenschaften. Während seines Studiums in Bonn wurde er 1900 Mitglied des Medizinisch-Naturwissenschaftlichen Vereins, der späteren Landsmannschaft Marksburgia. Er war nach seiner Promotion von 1908 bis 1921 in Oberhausen und Dortmund in der Verwaltung tätig. Nachdem er sich 1919 vergeblich um das Amt des Ersten Beigeordneten der Stadt Saarbrücken beworben hatte, gelang ihm im März 1921 die Wahl zum Saarbrücker Bürgermeister.
Im damals dem Völkerbund unterstellten Saargebiet geriet Neikes wegen seiner prodeutschen Haltung – der Dortmunder Oberbürgermeister Ernst Eichhoff sprach ihm vor seiner Wahl eine „treudeutsche, vaterländische Gesinnung“ zu – in Konflikt mit der Regierungskommission des Saargebietes. So kritisierte er im November 1922 unter anderem die Steuerpolitik der Kommission, was zu einer förmlichen Verwarnung durch Kommissionspräsident Victor Rault führte. Nach zwei Artikeln in der Saarbrücker Zeitung aus dem Jahr 1924, in denen der Bürgermeister die Bildungspolitik der Saarregierung angriff, leitete die Regierungskommission ein Disziplinarverfahren mit dem Ziel der Dienstentlassung ein. Neikes, der den Rückhalt aller Parteien der Stadtverordnetenversammlung genoss und auch bei der Bevölkerung sehr beliebt war, wurde im Juli 1925 vom Disziplinarrat zunächst freigesprochen, unterlag jedoch 1927 in der Revision und erhielt einen Verweis ohne Eintrag in die Personalakte.
Ab 1928 trug Neikes die Amtsbezeichnung Oberbürgermeister. In dieser Eigenschaft sandte er anlässlich des ersten planmäßigen Fluges der Lufthansa auf der Linie Frankfurt–Saarbrücken–Paris am 18. September 1928 ein Begrüßungstelegramm an das Reichsverkehrsministerium, in dem er seiner „freudigen Genugtuung über die Eröffnung des Flugverkehres“ zum Ausdruck brachte.
Im September 1929 wurden bezüglich des Finanzgebarens in einer Bürgerversammlung schwere Vorwürfe gegen die Saarbrücker Stadtverwaltung und insbesondere gegen den Oberbürgermeister erhoben: „Dr. Neikes habe eine durch Anleihe beschaffte, nicht unmittelbar zur Verwendung benötigte Summe von zwei Millionen Mark entgegen einem Beschluß der Stadtverordnetenversammlung, der Geldanlagen nur bei saarländischen Kreditinstituten erlaubt, bei der Frankfurter Allgemeinen Versicherungsgesellschaft angelegt und diese beschlußwidrige Anlegung bei allen seinen Berichten an die Stadtverordneten immer wieder verschwiegen, ja sogar wahrheitswidrig ausdrücklich versichert, daß alles Geld im Saarlande angelegt sei.“ In der Folge wurde am 1. Oktober 1929 ein Antrag der Stadtverordnetenversammlung angenommen, in welchem „dem Oberbürgermeister und dessen Finanzgebarung die entschiedenste Mißbilligung“ ausgesprochen wurde.
Es sind mindestens zwei Rundfunksendungen belegt, in denen Oberbürgermeister Neikes auftrat. Am 16. März 1931 führte er einen von mehreren deutschen Sendeanstalten übernommenen Dialog mit Johannes Horion (damals Landeshauptmann der Rheinprovinz) zum Thema „Deutschland und das Saargebiet“. Am 12. Juli 1931 hielt er während einer aus Neustadt an der Haardt übertragenen „Großen deutschen Kundgebung für das abgetrennte Saar- und Pfalzgebiet“ eine Ansprache.
Am 27. April 1932 verursachte Neikes einen Eklat in der Stadtverordnetenversammlung, als er mehrere Stadtverordnete sowie insbesondere den Landtagsabgeordneten Karl Hillenbrand angriff und letzterem „Postenjägerei“ unterstellte. Da der „Oberbürgermeister die geforderte Zurücknahme der ehrenrührigen Behauptungen ablehnte, verließen Zentrum, Sozialdemokraten und Kommunisten sowie die Wirtschaftspartei den Sitzungssaal, sodaß die Versammlung beschlußunfähig wurde.“
Während der Eröffnungssitzung des neugewählten Saarbrücker Stadtrats Ende Dezember 1932 gab „Oberbürgermeister Dr. Neikes unter stürmischem Beifall aller Stadtverordneter bekannt, daß das oberste Ziel der Saarbevölkerung die endliche Aufhebung der französischen Obrigkeit und die vollständige Wiedereingliederung des gesamten Saargebietes in den Rahmen des Deutschen Reiches sei“.
Neikes hielt auch nach der Machtergreifung an der Forderung nach der Rückkehr des Saargebietes ins Deutsche Reich fest und bekannte sich zu Adolf Hitler, dem er bereits am 1. Mai 1934, also noch vor der Saarabstimmung, die Ehrenbürgerschaft der Stadt Saarbrücken verlieh. Der so Geehrte bedankte sich persönlich bei Neikes:

„Die mir durch die Stadt Saarbrücken am Tage der nationalen Arbeit zuteil gewordene Ehrung hat mich hocherfreut. Ich nehme das Ehrenbürgerrecht der Stadt, die sich auch in schwersten Zeiten von keiner anderen an deutscher Treue übertreffen ließ, mit aufrichtigem Danke an. Das schaffende Volk an der Saar kann vom Tage der Wiedervereinigung ab meiner Fürsorge gewiß sein.“

Auf dem Balkon des Rathauses St. Johann wurde eine Hitlerbüste aufgestellt. Am 1. März 1935 verkündete Hitler der Bevölkerung vom Rathausbalkon offiziell den Anschluss des Saarlandes an das Deutsche Reich.
Trotz seines Engagements wurde Neikes nach der Saarabstimmung von Gauleiter Josef Bürckel gedrängt, seine Beurlaubung und Pensionierung zu beantragen. Dieser Forderung gab er im April 1935 nach, nachdem ihm ein großzügiges Ruhegehalt zugesagt worden war.
Spätestens Anfang 1936 hatte Neikes das Saarland verlassen. Zu diesem Zeitpunkt hatte sich der Anschluss an das Deutsche Reich als in wirtschaftlicher Hinsicht nachteilig erwiesen, fehlten doch nun die durch den Völkerbund ins Land gebrachten Gelder und Gäste. Es war zu einer Inflation gekommen. Neikes hatte sich zunächst ins französische Forbach abgesetzt und ließ sich danach am Luganer See nieder.
Neikes kehrte schließlich nach Deutschland zurück und arbeitete bis zum Ende des Dritten Reichs in Berlin für staatliche und kommunale Stellen. Nach dem Krieg sah er sich als Opfer der Nationalsozialisten und stellte 1951 finanzielle Forderungen bezüglich seiner Pension an die Stadt Saarbrücken. 1952 kehrte er nach Saarbrücken zurück, wo er zwei Jahre später starb.

## Neikes' Engagement für den Nationalsozialismus im Vorfeld der Saarabstimmung von 1935
Bereits im Vorfeld der Saarabstimmung von 1935 hatte sich Neikes in Wort und Tat für den Nationalsozialismus engagiert. In seinen Geleitworten zur Saarkundgebung von 1933 schrieb er: „Man kann zwar ein Gebiet internationalisieren, niemals aber einer Bevölkerung, welche national denkt und empfindet, eine internationale Gesinnung aufzwingen. Deshalb drängt sich machtvoll und unwiderstehlich Blut zu Blut, damit wieder eins werde, was vorher eins gewesen ist und von Natur aus nur eins sein kann. Sieg Heil.“
1934 untersagte er den der Arbeiterbewegung zugehörigen „Freien Turnern“ in Saarbrücken ein internationales Sportfest auszurichten.
Trotz Flaggenverbots durch die Völkerbundverwaltung ließ Neikes 1934 an Hitlers Geburtstag das Saarbrücker Rathaus mit Hakenkreuzfahnen „schmücken“ und auf dessen Balkon eine Hitlerbüste aufstellen. Im gleichen Jahr verlieh er Hitler die Ehrenbürgerschaft der Stadt Saarbrücken.
Im Oktober 1934 ließ er im Turm des Rathauses St. Johann ein Glockenspiel mit 19 Glocken in Betrieb nehmen, das „die historischen Weisen der deutschen Front sang“.
Ebenfalls 1934 veranlasste Neikes, dass der Saarbrücker Kommunist Heinrich Detjen wegen im Stadtrat getätigter kritischer Äußerungen im Hinblick auf Neikes‘ nationalsozialistische Haltung zu drei Wochen Gefängnis verurteilt wurde.

## Tätigkeit bei der Generalbauinspektion der Reichshauptstadt Berlin
Als Mitarbeiter (1938–1945) in Albert Speers Generalbauinspektion bekleidete Neikes das Amt „Leiter der Rechtsabteilung“. Damit war Neikes in einer Behörde tätig, die Nutznießer des KZs Sachsenhausen und seiner Außenlager war, in erheblichem Maße an Planung, Genehmigung und Bau von mehr als 1000 Zwangsarbeiterlagern beteiligt war und die Entsiedelung und Enteignung von etwa 50.000 Menschen jüdischen Glaubens betrieb.
Dabei arbeitete die GBI Hand in Hand mit der Gestapo, die die Entsiedelung in der Deportation münden ließ.
Neikes’ Arbeit hatte verschiedene Berührungspunkte mit der Entmietung der jüdischen Bevölkerung durch die Abteilung II/4 der GBI, die die „Umsiedlung“ organisierte. So erhielt Neikes Auflistungen der Kosten für die Renovierung der Wohnungen, aus denen Menschen jüdischen Glaubens geräumt worden waren. In Fällen, in denen die Entmietung nicht vorschriftsmäßig erfolgte, weil ein Mitarbeiter unbefugterweise Mietberechtigungsscheine an Personen jüdischen Glaubens vermittelt hatte, führte Neikes umfangreiche Ermittlungen durch und kommunizierte diesbezüglich mit der Gestapo.
Zu Neikes‘ Aufgaben gehörte es Grundstücke für Zwangsarbeiterlager zu requirieren und den Betreibern wirtschaftliche Vorteile zu verschaffen. Als Leiter der Rechtsabteilung war er selbst auch als Betreiber und Errichter von Zwangsarbeiterlagern tätig. Dabei nahm er billigend in Kauf, dass die Mittel, die für Unterkunft und Verpflegung der Zwangsarbeiter zur Verfügung gestellt wurden, sehr gering waren bzw. verwendete diese für die „Platzmiete“. Zudem kaufte er Grundstücke zugunsten des KZ-Außenlagers Klinkerwerk Oranienburg, das dem KZ Sachsenhausen zuzuordnen ist und in dem zahlreiche Menschen ermordet wurden. Über die desolaten Lebensbedingungen der dortigen Häftlinge muss Neikes zumindest in Ansätzen im Bilde gewesen sein. Der hier als Bauherr für Häftlingsbaracken auftretenden GBI empfahl er, mit der SS Festpreise für die Bauten zu vereinbaren, da er die KZ-Häftlinge als ungenügend ernährt und deswegen wenig leistungsfähig einstufte.

## Infragestellung der Würdigung von Neikes in Saarbrücken
Aufgrund der 2019 in einem Artikel in der Kulturzeitschrift Saarbrücker Hefte bekannt gewordenen Details über Neikes‘ Tätigkeit bei der GBI gab es vermehrt Stimmen, die eine Beibehaltung der Würdigung von Neikes in Saarbrücken kritisch und als nicht mehr angemessen betrachteten. Aus diesem Grund wurde die Neikesstraße 2022 „auf Beschluss des Bezirksrats Mitte“, der einer Empfehlung der Straßennamenskommission folgte, in „Kleine Rosenstraße“ umbenannt.
Bereits im Mai 2021 war die Umbenennung der Sportstätte Neikeshalle in Nauwieserhalle vollzogen worden.

## Ehrungen
- Ehrengrabstätte in Saarbrücken

## Schriften (Auswahl)
- Die Zukunft des Saargebietes. Der Zusammenhang mit Deutschland. In: Neue Freie Presse, 12. September 1926, S. 6–7 (online bei ANNO).
- Kritik der Wiener Wohnbaupolitik. Unzweckmäßig und rechtswidrig. In: Neue Freie Presse, 17. Oktober 1926, S. 5 (online bei ANNO).